# Etnias de Ghana

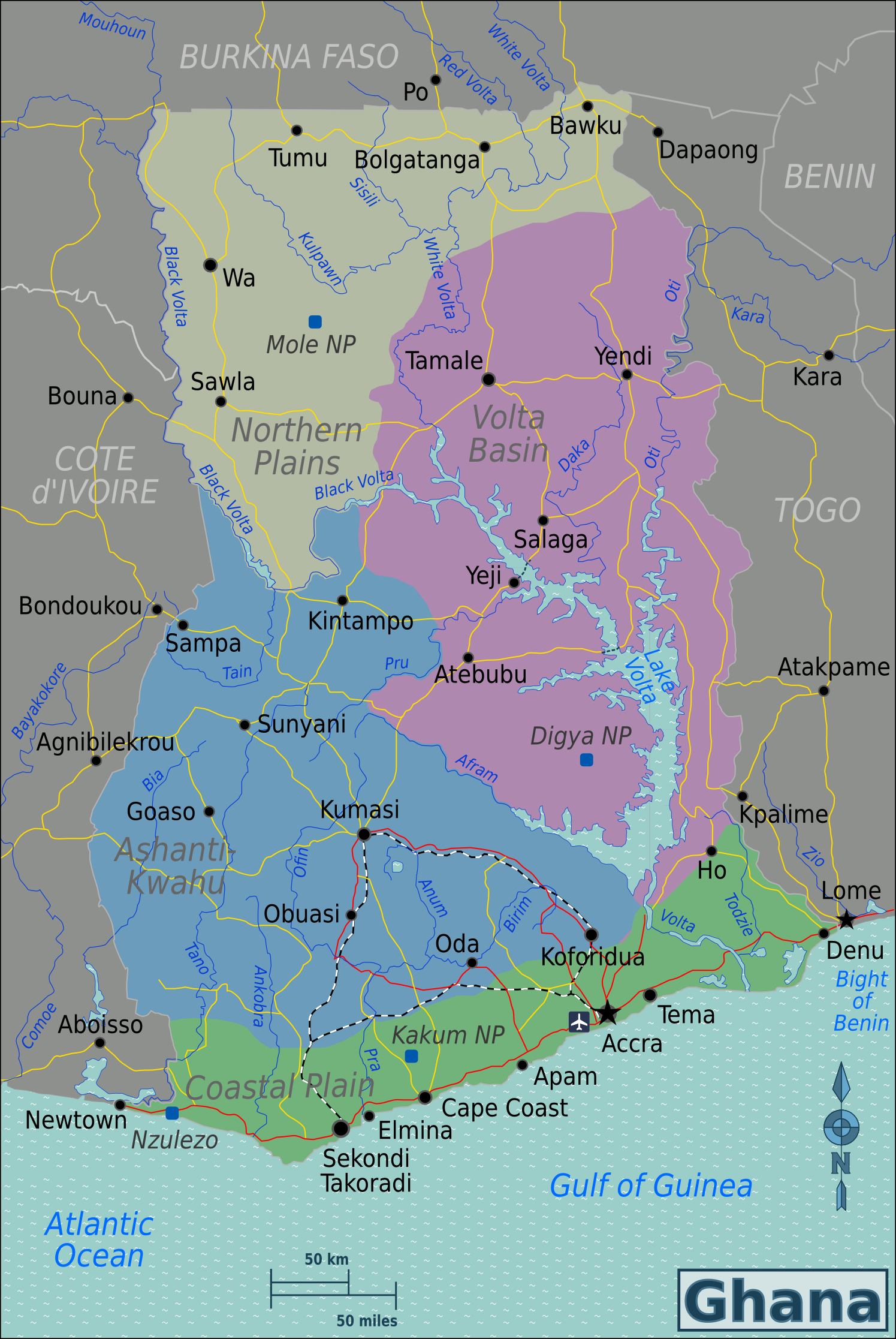
Regiones de Ghana

En Ghana, hay entre setenta y cien grupos étnicos en una población que, en 2019, se estimaba en unos 30.115.300 de personas, según datos de Naciones Unidas. En septiembre de 2024, según el worldometer, la población es de 34.554.425 habitantes, con un crecimiento del 1,89 %. Se estima que en 2050 serán 50 millones de habitantes.

## Población

Aumento de la población de Ghana

La Edad Media estimada de la población en 2024 es de 21,1 años. Un 75% de la población tiene menos de 25 años. La fertilidad sigue siendo más alta en las zonas del norte y más moderada en las zonas urbanas. La esperanza de vida al nacer es de unos 67,4 años (65 los varones, 70 las mujeres). La media de fertilidad se estima en 4 hijos por mujer en 2018, descendiendo a 3,34 en 2024. Entre las etnias más importantes en 2010 estaban los asanthi, casi la mitad de la población (47,5%), los dagomba (16,6%), los ewé (13,9%), los ga-dangme (gameis y adangme, 7,4%), los gurma (5,7%), los guan (3,7%), los gurunsi (2,5%), los mandinga (1,1%) y otros (1,4%). En 1960 había un centenar de grupos lingüísticos y culturales en Ghana. El 58 % de la población vive en ciudades, de las que 16 superan los cien mil habitantes, y solo dos el millón, Kumasi (2.554.530) y Acra (1.963.264).

## Etnias
Pocas zonas de Ghana son étnicamente homogéneas; no obstante, se produce una polarización de la población entre el norte y el sur, debido a que la parte meridional está dominada por el grupo ashanti, que ha dominado la política y la economía del país desde antes de la colonización. Por otro lado, la sociedad está dividida entre las zonas rurales y las zonas urbanas, con un flujo de migración de norte a sur desde los tiempos coloniales en que los proyectos de desarrollo se centraron en el sur.
Puede hacerse una división de las más de 50 etnias por su localización al norte o al sur del país, entre el bosque tropical de las zonas meridionales, los ríos y la costa, donde se practica la pesquería, y el norte de sabana, donde predomina la agricultura. Pero hay una excepción los guan o guang, más de 700.000, que viven en todas las regiones de Ghana. Se dividen en unos 26 o más grupos étnicos y hablan más de 16 idiomas, entre ellos, awutu, cherepon, chumburung, dwang, gonja, gua, kaplang, nawuri, etc. Se cree que emigraron de la región mossi de Burkina Faso, estableciendo asentamientos a lo largo del río Volta. El grupo más numeroso son los gonja, que habitan el norte de Ghana.

### Sur de Ghana

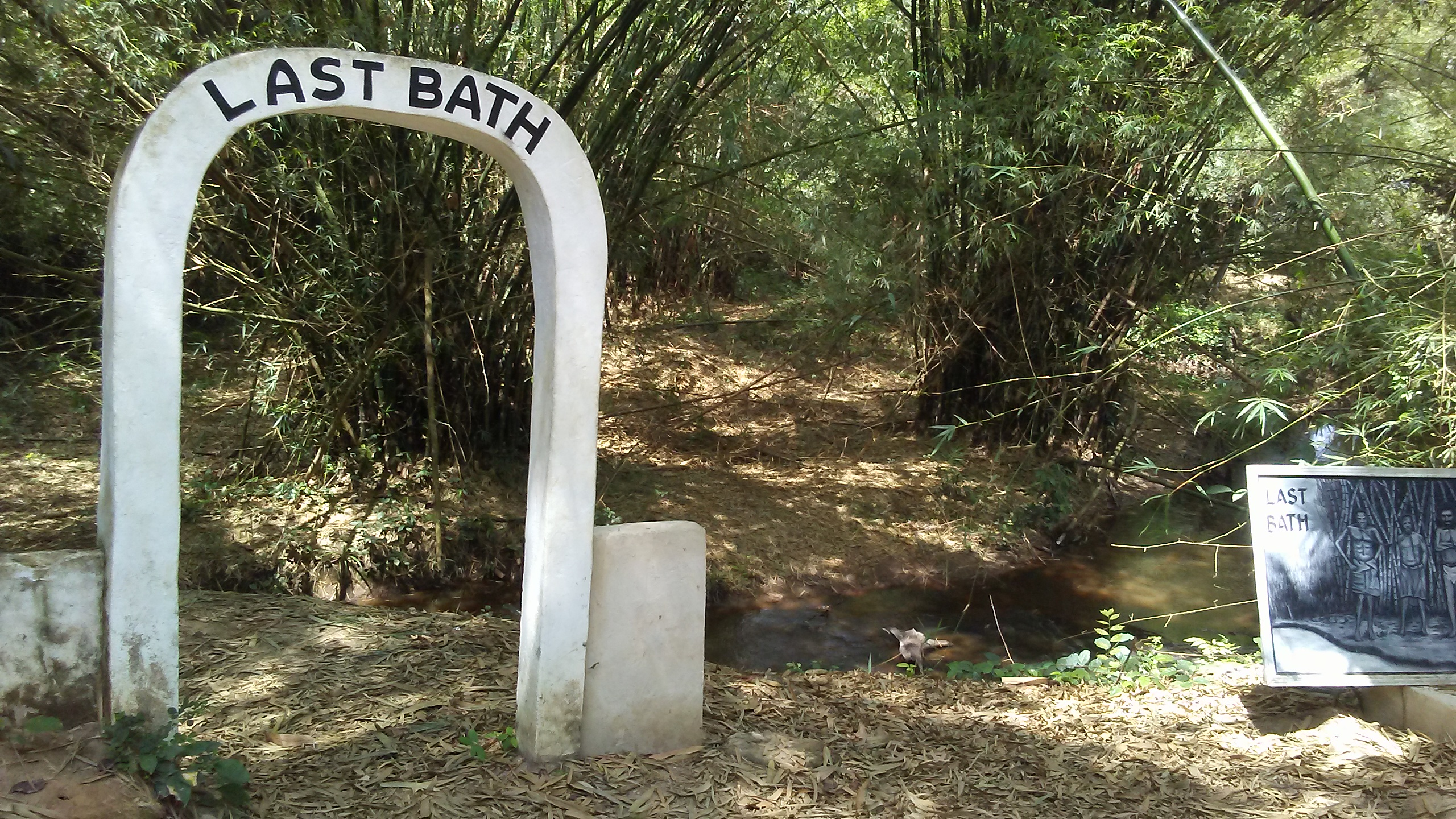
Memorial a los cautivos que iban a la costa en Assim Manso, capital de la etnia assin apemanim, de los akan. La localidad jugó un importante papel en el mercado de esclavos durante la esclavitud.

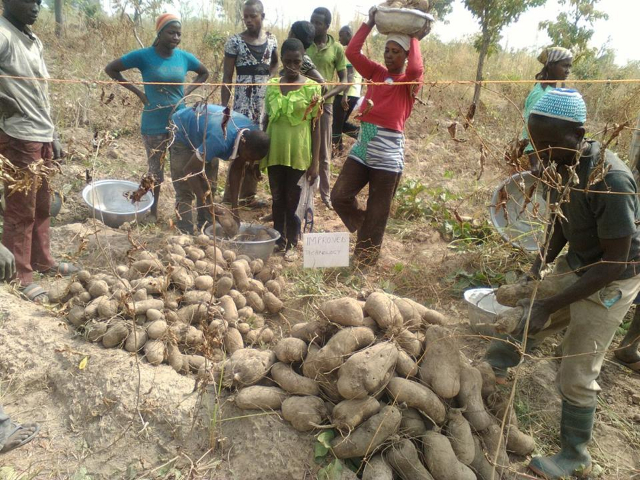
Agricultores del pueblo akan-.ahafo

- Akan. Los grupos akan en Ghana están formados por distintas etnias que agrupan unos 10 millones de habitantes. Los asante o ashanti, presentes en Ghana, son el mayor subgrupo del pueblo akan, que puebla el sur de Ghana, el este de Costa de Marfil y partes de Togo. La mayoría de migrantes que vienen a España, a la comarca de Osona, son akan del sur de Ghana, unos 4000 en julio de 2024. Siguiendo una tradición anterior a la colonización, cada grupo tiene un rey, en este caso, el de los akanes en Vic, es Nana Otumfour Adumaku Opong. Son cristianos evangélicos.[8]
  - Asante. Más de 4,5 millones, hablan el dialecto asanthi del idioma twi. El imperio asante, creado en el siglo XVII, alcanzó su máxima dimensión en el siglo XIX y acabó con las guerras anglo-asante con los colonizadores. Los asante superan los 4,5 millones en Ghana.
  - Fante. Unos 3,26 millones, viven en la costa central de Ghana y su principal ciudad es Cape Coast. Entre sus personajes ilustres figura Kofi Annan. La mayoría son católicos, el resto musulmanes. En tiempos, mantuvieron relaciones con los colonizadores por medio del comercio de oro y eclavos. En la actualidad, los que viven en las zonas rurales se dedican a la pesca, si viven cerca del mar, al comercio, generalmente en manos de las mujeres, y ala agricultura.[9]
  - Akyem, unos 978.000. Ocupan tres estado de la región oriental de Ghana, Akyem Abuakwa, Akyem Kotoku y Akyem Bosome. Son un pueblo matrilineal de guerreros. Celebran un importante festival, Ohum, durante el cual el creador bendice sus tierras. Sus tierras están bañadas por el río Birim, fuente de los diamantes de Ghana. La región está cubierta de bosques tropicales y fértiles valles.
  - Akuapem, unos 746.000. Son una mezcla de etnias, las dominantes el pueblo guan, que habla idiomas guan, y el pueblo akan, que habla idioma kwa. Este pueblo multiétnico es famoso por haber sido la sede de la Basel Mission (Misión Basilea), una sociedad cristiana misionera radicada en Suiza que introdujo el evangelismo en la región en 1835. Viven en las montañas Togo, también conocidas como Akuapem-Togo, una estrecha sierra que va desde la desembocadura del río Densu, cerca de Acra, hasta la frontera con Togo, a 320 km.[10] La lluvia media es de 1270 mm, principalmente entre mayo y agosto. La mayoría son granjeros, cultivan mandioca, maíz, ñame, plátanos, , patatas, frutas y verduras. Asimismo, crían ganado y practican la pesca, con una sesentena de viveros de peces.[11]
  - Kwahu o kwawu, unos 528.000. Son los hablantes del idioma twi, del pueblo akan. El akan twi es parte de las lenguas kwa. La región donde viven se conoce como Asaase Aban o la Fortaleza Natural, por su posición elevada en el país, en la Región Oriental de Ghana, al oeste del río Volta, en una región relativamente montañosa, con escarpes de 200 a 600 m de altitud. Comparten región con los akyem, los akuapem y los ga-adangbe. Los kwahu son conocidos tradicionalmente por ser comerciantes, con un número significativo de negocios e industrias en Ghana.[12]
  - Asen, asin o assin, unos 193.000.[13] Viven en la región centro-meridional de Ghana. Hay dos subidivisiones en el pueblo assin, los apemanin o apimenem, que viven al este de la carretera Cape Coast-Kumani, con capital en Assin Manso,[14] y los atandanso, al oeste de la carretera, con capital en Nyankumasi. La capital del distrito assin es Assin Fosu, en la carretera que separa ambos grupos.
  - Denkyira, unos 169.000.[15] Conocidoa como guerreros en otro tiempo, hasta que los asantes los redujeron, son un grupo akan que vive en el centro de Ghana. Su capital es Jukwa, en la Región Central. Se localizan en los distritos de Twifo Ati Mokwa y Alto Denyira Oriental y Occidental, en un área de unos 1200 km2 y 1510 asentamientos. Son conocidos por el cultivo de palma de aceite, la producción de oro a pequeña escala, abundante en el río Offin. Hablan la lengua akan twi, como los kwahu.[16]
  - Ahafo, unos 117.000. Viven alrededor de Kumasi, capital de la región Ashanti.[17]
  - Akwamu o akuambo, unos 74.000 en 2024.[18] En las zonas orientales de Ghana, con capital en Akwamufie. Fueron guerreros en su tiempo y se hicieron famosos por rebelarse contra sus amos en 1773 en las colonias americanas.[19]

- Ewé. Unos 4 millones. Es el segundo grupo étnico en Ghana y también en Togo, donde hay unos 2 millones. Hablan el idioma ewé. Viven en las regiones costeras, al sur y al este del río Volta, en la región de Volta. Están divididos en cuatro grupos por su localización y el dialecto: los anlo ewe, los mima, los anecho, los vedome y los tongu. Se cree que proceden de un lugar al este del río Níger y que emigraron a lo largo del siglo XVII a causa de las guerras. Comparten historia con los pueblos que hablan lenguas gbe, en la bahía de Benín. Después de que se aboliera la esclavitud, los pueblos ewé empezaron a exportar aceite de palma y copra (pulpa para hacer aceite de coco), y su territorio fue dividido por los poderes coloniales entre Togo y Ghana. Son practicantes del vudú, que en idioma fon significa espíritu, con un dios creador que se llama mawu. El cristianismo progresa en las zonas costeras y el islam en el norte. Son patrilineales, con un cabeza de familia que suele ser el de más edad. Las mujeres se encargan del comercio. Cultivan maíz y boniato, en las zonas costeras pescan, practican la cerámica y la herrería.[20]

- Ga-dangme. Más de 1,2 millones. Están formados por dos grupos, los ga y los adangme. Hablan lenguas gã-dangme, divividas en el ga y el adangme, muy similares. Ambos están formados por numerosos subgrupos que en su día fueron estados. Se consideran descendientes del pueblo de Israel -una de las tribus- que un día migraron al oeste de África,[21] de ahí que su líder, el Moisés de los pueblos ga-dangme, sentara las bases para que Acra fuera la capital de la Costa Dorada (hoy Ghana) en 1877.
  - Ga o gameis. Unos 800.000 en Ghana. Viven en el sudeste de Ghana, a lo largo de la línea de la costa, en las regiones Volta y Oriental, y en torno a Acra, organizados en seis ciudades independientes: Acra antes Nkran, Osu, Labadi, Teshie, Nungua y Tema. Son granjeros, pero también comerciantes. Celebran el festival Homowo, para recordar la hambruna del siglo XVI, aunque cada pueblo ga tiene sus propios dioses y festivales.[22] Durante mucho tiempo, los ga estuvieron gobernados por organizaciones militares creadas para protegerse de las invasiones de los fante por el oeste, y de los akiem y los akuamu por el norte.[23]
  - Adangme o adangbe. Viven en torno al lago Volta, al norte y desde la presa hasta el mar. Son pescadores, granjeros y comerciantes, organizados en clanes patrilineales, como los gameis y divididos en subgrupos como los ada, los kpone, los krobo, los ningo, los osudoku, los prampram y los shai. Celebran el festival Asafotu, de los guerreros, en Ada, y el festival Ngmayen, de la cosecha.[24]

- Mossi (480.000).[25] Los mossi son el pueblo más abundante de Burkina Faso, donde son más de 6 millones, pero también hay en Benín, Costa de Marfil, Malí, Togo y Ghana, donde viven en la costa. Cuenta la tradición que proceden de la unión de una princesa momprosi y un cazador mandinga. Hablan el idioma mossi.

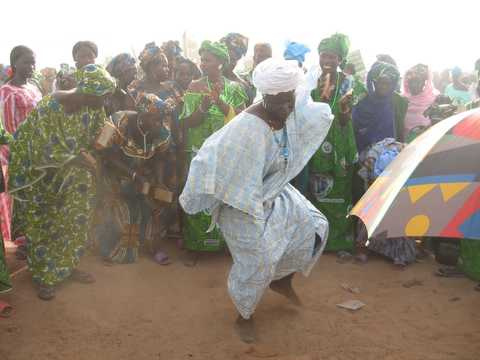
Danza mandinga en gambia, en 2006

- Mandinga. Resulta difícil conocer la población mandinga por cuanto según unas fuentes, como The World Factor,[26] son un 2 % de la población de Ghana, es decir, más de 600.000 (de un total de 11 millones en 9 países), según Joshua Project,[27] hay 6500 (de un total de 2,4 millones), según 101 Last Tribes[28] hay unos 100.000 (de un total de 7,75 millones), repartidos por una decena de países, y según People Groups, hay 167.000 en Ghana de un total de 2,6 millones. Como sea, estos herederos del Imperio de Malí, que según unos viven en torno a Acra, en la costa, y según otros, en el extremo norte del país, forman una sociedad estratificada con numerosos grupos independientes dominados por un noble hereditario. Son agricultores y crían ganado.

### Norte de Ghana

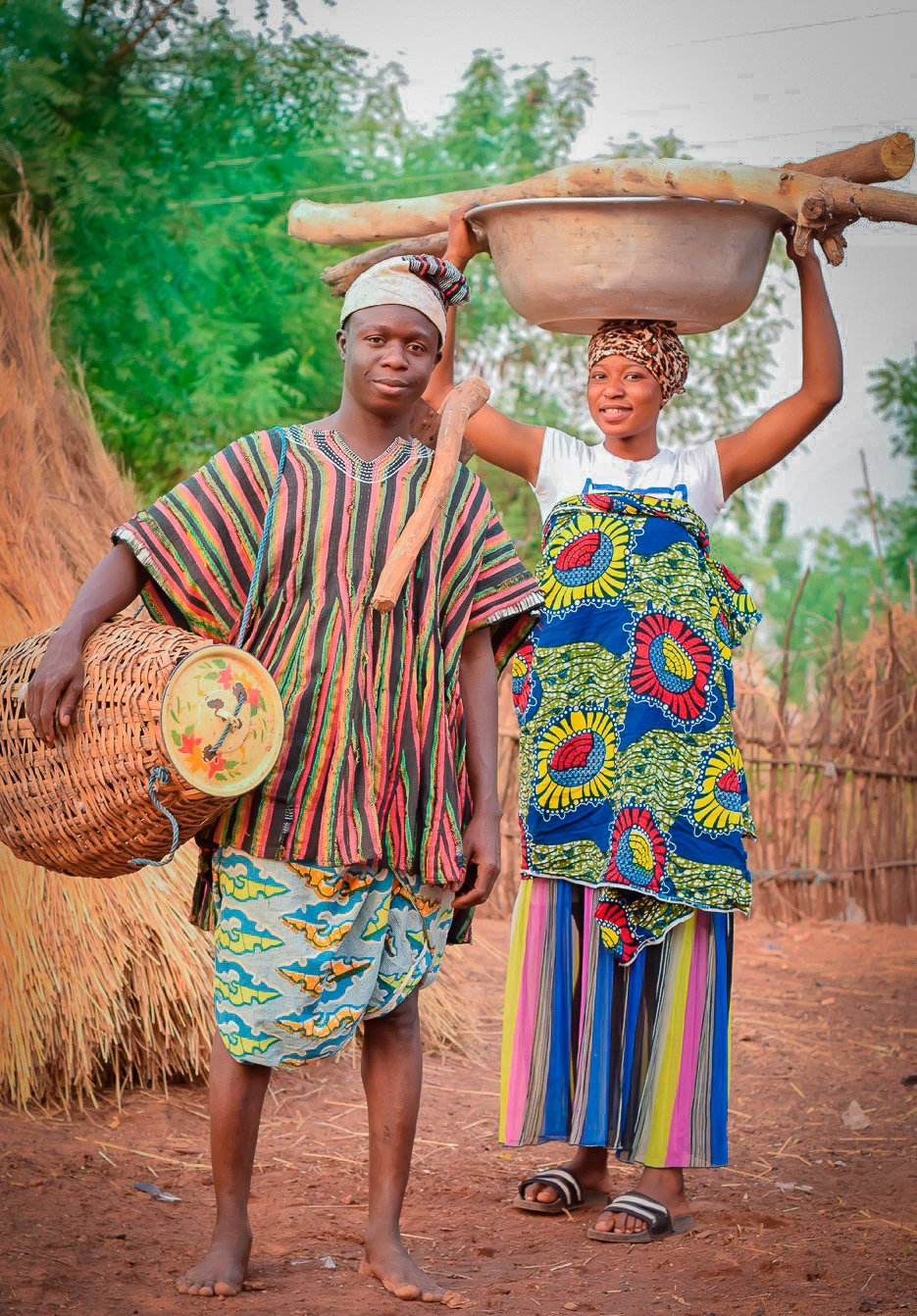
Pareja dagomba en 2022

Los pueblos más abundantes del norte de Ghana son los dagbamba, que se dividen en tres grupos, los Dagomba (1,3 millones), los nanumba (72.000), que viven al sur de los anteriores, y los mamprusi (380.000), al norte de los dagomba. Otros pueblos del norte de Ghana son los konkomba ( 1 millón), los bimoba (240.000) y los basari (200.000), que viven al este de los dagbamba, en pequeños poblados cerca del río Oti. En la región Alta Occidental, al noroeste de Ghana, viven los pueblos dagaba (1 millón) y wala (100.000). En la zona de Sandema, de esta región, viven los bulsa o buli (unos 200.000) Los gur o gurunsi (más de 500.000), también llamados frafra, viven desde el centro, en las orillas del río Volta, hasta el norte. En la zona más meridional del norte de Ghana viven los gonja (unos 370.000).
- Dagomba, mole-dagbon o dagbamba. Más de 1,3 millones. Viven en el norte de Ghan, y son los más numerosos. Hablan dagbani, lengua de la rama gur de la familia congo-guineana. En el siglo XV formaron el reino de Dagbon o Dagomba. Son granjeros, cultivan sorgo, mijo, maíz, ñame y cacahuetes. Viven en poblados cerrados, con numerosos linajes y jefes.[30] Tienen una importante tradición oral, apoyada con tambores. Son musulmanes y celebran importantes festivales.[31]

- Gurunsi o gur (más de 500.000 en Ghana). Son una serie de pueblos que habitan el norte de Ghana y el sur de Burkina Faso, entre ellos los frafra, los kusasi, los nabt y los talensi en Ghana. Los kasena y los nankani viven entre Ghana y Burkina. Frafra es un término colonial referente a los pueblos gur o gurunsi del norte de Ghana, centrados en la ciudad de Bolgatanga, capital de la región Alta Oriental. Unos 154.000 gurunsi viven en el reino de Dagbon, fundado por los dagomba en el siglo XV en el norte de Ghana.
  - Kasem o kasena (180.000), en la frontera con Burkina Faso, al este de Po, en un zona cálida y relativamente montañosa y lluviosa durante la estación húmeda. La casa tradicional está adaptada a estas condiciones, con ventanas pequeñas y decoradas con colores blanco, negro y rojo. Hombres y mujeres viven en habitaciones e incluso chozas separadas.[32] Hablan el idioma kasem o kasena. Forman parte del grupo étnico gurunsi, del que se separaron a principios del siglo XX, a causa del colonialismo y la división entre Ghana y Burkina Faso. La mayoría vive de la agricultura; cultivan mijo, sorgo y ñame, y en menor extensión, maíz, arroz, cacahuetes y fabáceas.
  - Talensi. Son agricultores y ganaderos a pequeña escala; son polígamos y suelen vivir en unidades familiares del hombre con sus hijos y esposas e hijas solteras, e incluso con sus nietos, dándole una cierta importancia a los primeros nacidos en la familia, con mayor ascendencia en la sociedad. Tienen una cultura destacable que se ha investigado en las montañas Tongo, al norte de Ghana, donde existen santuarios y piedras sagradas, entre los que destaca el santuario de Nyoo. Están divididos en dos grupos, los talis y los namoos, siendo los primeros más antiguos.[33] Viven en un paisaje de sabana poco arbolada con una estación húmeda entre abril y octubre y una seca dominada por el harmatán. Hablan el idioma talni. Las montañas Tongo separaban los reinos de los Dagbon, al sur, y Mossi, al norte. Son una sociedad agrícola, con cabras, ovejas y pollos. Cultivan ñame, mijo, sorgo y maíz. Hacen cerámica para intercambiar en los mercados.[34]

- Konkomba (casi 1 millón), viven en la frontera nordeste con Togo, en el distrito de Yendi, principalmente en las llanuras del río Oti, en una zona de sabana con sequías extremas e inundaciones, suelos rojos enlodados una parte del año y cubiertos de polvo el resto. asentados cerca del escarpe de Gambaga, en el extremo norte de la región de Volta. Son, ante todo, animistas. Hablan el idioma bekpokpam o lekpokpam. Son agricultores y pescadores, cultivan ñame, del que tienen un mercado propio en Acra, maíz y sorgo. Tradicionalmente guerreros, tuvieron duros enfrentamientos con los colonizadores. Están divididos en dos partes. Tumo o Dagomba occidental, y Naja o Dagomba oriental, y rodeados por los gonja, los mamprusi y sus enemigos, los dagomba. No tienen jefes, sino espíritus locales. La falta de unidad entre los clanes independientes los hizo débiles. Los alemanes (que exterminaron clanes enteros) e ingleses les amputaban el dedo pulgar para que no pudieran usar el arco. Los dagomba y los gonjas, musulmanes y más organizados, los vendían como esclavos.[35] Los konkomba son cristianos y animistas. Se llaman a sí mismos dagbamba, y a su lengua, dagbane.[36]

- Bimoba (unos 238.000). También conocidos como bimawba o moba y moab, viven en los extremos norte y oeste de Ghana, y en las zonas montañosas de Dapango, en Togo. Están menos desarrollados que las tribus que los rodean. Viven en una tierra de colinas y afloramientos rocosos. Son un pueblo místico y espiritual. Una convención anglo-francesa en 1898 los dividió en dos, a ambos lados de una franja de 20 km de anchura entre Warinyanga y Tambiing. Viven en grupos compuestos por unas 15 personas. Ls casas son redondas, de adobe y paja, sin ventanas. Hablan el idioma moar y sus variantes. Practican una agricultura de subsistencia, mijo, maíz, cacahuetes y otros productos. Su nivel de pobreza está por debajo de 1 dólar diario. Hay un jefe en cada pueblo, asistido por un consejo de ancianos. Su dios supremo es Yennu.[37]

- Bassari. Según Joshua Project, hay unos 230.000[38] en Ghana de un total de 457.000 en varios países. Según otras fuentes, hay entre 10.000 y 30.000 entre Senegal, Gambia, Guinea, Guinea Bissau y Ghana, concentrados en la frontera Senegal-Guinea, en una zona conocida como país bassari. Hablan el idioma niyan, nitcham, liyan, onyan o tenda. En Ghana viven en el centro-norte. Son agricultores de subsistencia, la mayoría animistas, que cultivan arroz y mijo.[39]

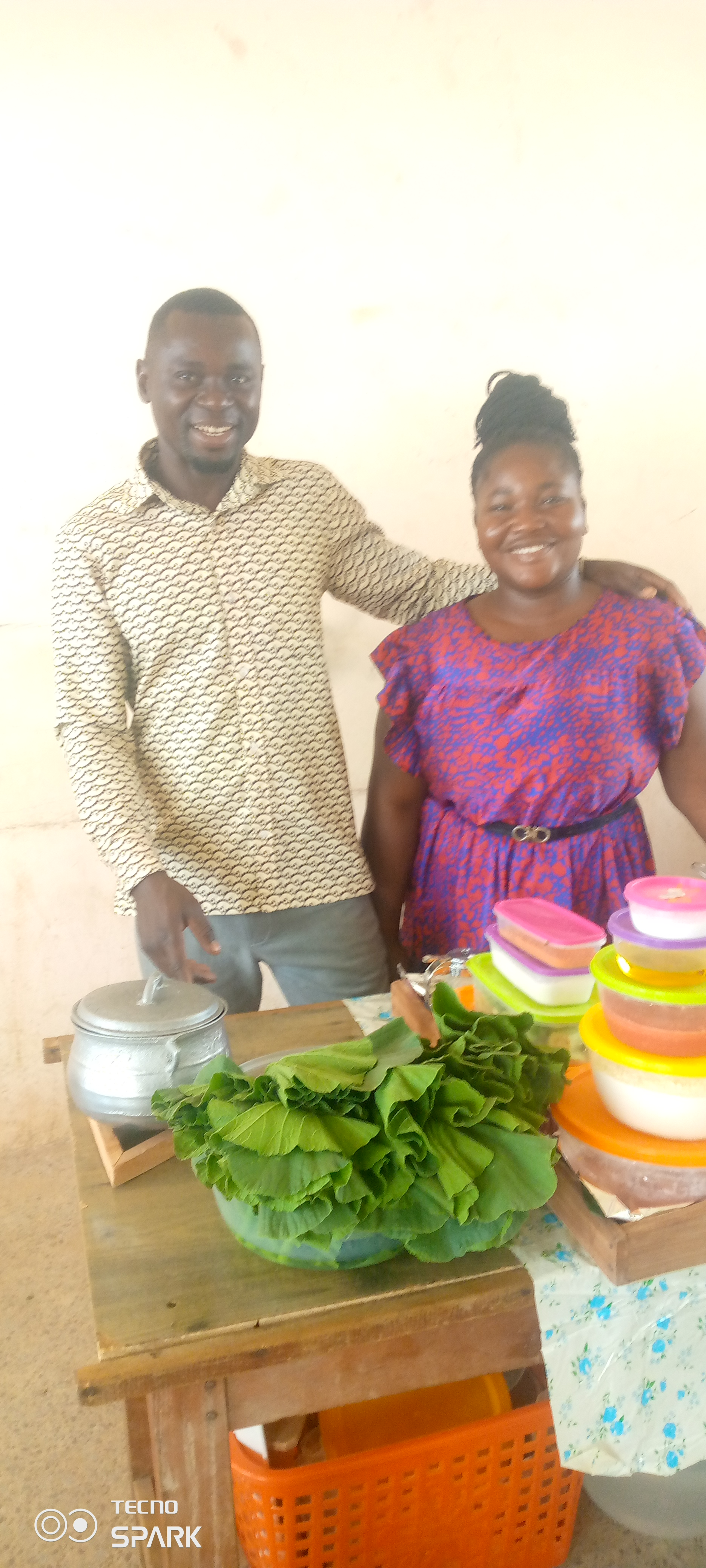
Preparando la comida en un local dagaaba

- Dagaba o dagaaba, en singular, dagao. Según Joshua project,[40] son 1.258.00 en Ghana. Según otras fuentes, hay 700.000 en Ghana y 388.000 en Burkina Faso. Son un grupo étnico que habla el idioma dagaare y vive en la Región Superior Oeste. Practican una economía de subsistencia en la que cultivan cereales: sorgo, mijo y maíz en las áreas meridionales, ocupadas por migrantes, y calabazas, pimientos, judías, ccahuete y algo de arroz. Algunos poseen vacas, ovejas, cabras, gallinas de Guinea y pollos.[41]

- Wala o wali, 116.000 según Joshua Project. Viven en la Región Superior Oeste, en el Volta Negro, donde se encuentran Ghana, Costa de Marfil y Burkina Faso. Hablan el idioma wali, una lengua gur. Había 84.800 hablantes en 2013. Por su parecido a los lobi, a veces de denominan los lobi-wala. Son granjeros que emigran constantemente, cultivan sorgo, maíz, mijo, habichuelas, pimientos y algo de arroz.[42]

- Bulsa o builsa, unos 229.000 según Joshua Project. Viven en el centro norte, en un área de unos 2000 km2 en la Región Superior Oeste. La mayoría son granjeros, cultivan mijo, habichuelas y cacahuetes, entre otros. También producen artesanías, como cerámica, herramientas de madera decoradas, cestos y sombreros. Hablan el idioma buli.[43]

- Gonja o goja (370.000). Son el grupo más numeroso de la etnia guan, que se repartió por todo Ghana, de norte a sur. Los gonja viven en el norte. Muchos gonja viven todavía en granjas de subsistencia hechas de adobe. Algunos niños no pueden ir a la escuela debido a que trabajan en el campo para combatir la pobreza endémica en el norte del país.[44] Según la tradición oral árabe eran originalmente mandingas que migraron desde el imperio de Mali y se establecieron en estas tierras entre 1546 y 1576. El actual presidente de Ghana, John Dramani Mahama, es gonja. Cultivan mijo y maíz, pero también cazan y pescan. Su principal producto comercial es la manteca de karité. Más de la mitad son musulmanes, un 4% son cristianos y casi un 40% son animistas. La jefatura de la tribu tiene mucha importancia, y se hereda patrilineal.[45]

- Chokosi o chakosi, también anufo por el idioma anufo (unos 124.000), en el nordeste. Viven en Togo, en el norte, en las áreas de Dapaong y Mango, y en la zona fronteriza de Ghana, en la llanura del río Oti y las sabanas de Togo. Son animistas y musulmanes, llegando en total a los 250.000 individuos.[46]

- Hausa (290.000). El pueblo más abundante de África, unos 70 millones, son originarios de una región entre el sur de Níger y el norte de Nigeria; algunos empezaron a desplazarse a Ghana en el siglo XV, y la emigración se incrementó en el siglo XIX a raíz de la guerra santa de los fulani y debido a la expansión del comercio. Son comerciantes que negocian con productos textiles, piel, metal y herrajes para caballos. Antiguamente comerciaban con esclavos, café, oro y colmillos de elefantes. Hablan el idioma hausa y son musulmanes.

## Lenguas
En Ghana se hablan más de 50 lenguas y dialectos. En el norte del país se hablan lenguas gur y en el sur se hablan lenguas kwa. Entre las lenguas más importantes se encuentran el acano, en el cual se incluyen el pueblo fanti a lo largo de la costa y los ashanti en la región boscosa al norte de la costa; los guan en la planicie del río Volta; los pueblos que hablan el ga y los ewé, al sur y sudeste; y las tribus que hablan el moshi-dagomba de las regiones del norte. El inglés, lenguaje oficial y comercial, se enseña en todas las escuelas y su uso como lingua franca hace que prácticamente toda la población del país lo utilice como primer o, sobre todo, segundo idioma. El hausa es la principal lengua vehicular utilizada por los musulmanes, y se habla indistintamente junto a las lenguas autóctonass.